# Sala de Justiça
A Sala de Justiça é o quartel-general fictício dos Super Amigos, na série animada de mesmo nome. Foi em seguida incorporada ao Universo DC como o novo quartel-general da Liga da Justiça.Sítio onde a Liga Da Justiça se reúne.

## Super Amigos
A Sala apareceu no primeiro episódio da série Super Amigos, que foi exibida na televisão americana em 8 de setembro de 1973. A Sala, localizada em Metrópolis, serve como o ponto de encontro central para os Super Amigos.

## Liga da Justiça
Seguindo os eventos de Crise Infinita e Um ano depois, a Sala da Justiça é introduzida na continuidade DC em JLA #7. Depois da Torre de Vigilância ser destruída e a Liga debandar, um ano depois, a Liga reforma-se e com um novo satélite construído no espaço, com uma versão atualizada da Sala de Justiça na Terra. A nova Sala é localizada em Washington, D.C. aonde eram as bases da Sociedade da Justiça da América e do All-Star Squadron.
A Sala foi desenhada por John Stewart e Mulher-Maravilha e financiada pelo Batman. Diferente da Sala dos Super Amigos, esta não foi desenhada para ser o quartel-general central para os hérois, sendo mais um museu que permite ao público ver o que os heróis da Terra fazem. Há várias exibições, incluindo uma Sala de troféus com armas usadas por heróis e vilões (todas desmontadas e tornadas inúteis pelo Batman). A Sala também funciona como estação de transferência para heróis, via teleportadores, para o satélite da Liga, que é considerado um lugar mais seguro para a Liga se reunir.